# Pellossalo
Pellossalo är en ö i Finland. Den ligger i sjön Pihlajavesi och i kommunen Nyslott i  landskapet Södra Savolax, i den sydöstra delen av landet, 280 km nordost om huvudstaden Helsingfors. Öns area är 16,08 kvadratkilometer och dess största längd är 8,2 kilometer i nord-sydlig riktning.